# Амнезія дитинства
Амнезі́я дити́нства (англ. Childhood amnesia, або англ. infantile amnesia — амнезія немовлят) — неспроможність дорослих людей згадати події з віку від 2 до 4 років, а також періоду до досягнення віку 10 років, щодо якого дорослі мають менше спогадів, ніж слід було б очікувати з урахуванням плину часу. Перші 1-2 роки життя такі структури мозку, як лімбічна система, яка включає гіпокамп та мигдалеподібне тіло та залучена до процесу зберігання спогадів, розвинена ще не повністю. Дослідження показали, що діти можуть пам'ятати події, які відбулися до досягнення віку у 3-4 роки, але такі спогади згасають по ходу їхнього дорослішання.
Діти мають здатність пам'ятати події, які трапились із ними у віці 1 рік та раніше, доки вони ще маленькі, але в міру зростання вони переважно втрачають спогади про наймолодші роки.
Часові рамки амнезії дитинства часто визначають, як вік найранішого спогаду, який у середньому датується віком 3,5 роки, хоча може коливатись від 2 до 5 років залежно від методу пригадування та віку респондента. Однак, коли рамки амнезії дитинства визначають як вік, коли більшість спогадів є особистими, а не про відомі події, то мова йде про час у 4,5 роки. Причиною різниці може бути розвиток у дитини розуміння і знання про власну пам'ять.
При розгляді амнезії дитинства важливими є зміни в кодуванні, зберіганні та пригадуванні спогадів під час раннього дитинства. Дослідження показують відмінності серед різних статей та культур, причиною чого вважається розвиток мови.
Амнезія дитинства особливо важлива при розгляді несправжніх спогадів та розвитку мозку в ранньому дитинстві. Запропоновані пояснення феномену включають теорію травми Фрейда (деякими вченими оскаржується), неврологічний розвиток, розвиток когнітивного себе, емоцій та мови.

## Історія
Про існування дитячої амнезії було вперше офіційно повідомлено психологинею Керолайн Майлз (англ. Caroline Miles) у її статті «A study of individual psychology», надрукованій 1893 року в журналі «American Journal of Psychology». Через 4 роки, у 1897 році, французькі вчені Віктор Анрі і Катрін Анрі опублікували в L'Année Psychologique знамениті результати свого опитування про ранні спогади дитинства, які пізніше надихнули Фрейда. В 1904 році Гренвіл Стенлі Голл (англ. G. Stanley Hall) згадав феномен у своїй книзі «Adolescence: Its Psychology and Its Relations to Physiology, Anthropology, Sociology, Sex, Crime, Religion and Education».
У 1910 році Зигмунд Фрейд запропонував одні з найбільш відомих та контроверсійних описів та пояснення амнезії дитинства. Використовуючи теорію психоаналізу, він стверджував, що спогади про ранні події витісняються через невідповідно сексуальну природу таких подій. Він також стверджував, що дитяча або інфантильна амнезія є попередником «істеричної амнезії» або витіснення, яке спостерігалась у його дорослих пацієнтів. Фрейд просив своїх пацієнтів пригадати їх найбільш ранні спогади та з'ясував, що їм важко пригадати щось раніше від віку 6-8 років. Він запровадив термін «інфантильна» або «дитяча амнезія» та описав феномен у книзі «Три нариси з теорії сексуальності» (нім. Drei Abhandlungen zur Sexualtheorie).

## Методи пригадування
Психологи мають різні погляди на визначення періоду настання амнезії дитинства: одні визначають цей період за віком найбільш раннього спогаду, інші - за віком, коли спогади стають більш конкретними і автобіографічними. Але загальним консенсусом є те, що немає чіткого віку, з якого людина повинна пам'ятати події. Природа дитячої події та те, як людина пригадує спогади, може впливати на те, що може бути пригадано. Кількість спогадів про раннє дитинство людини також залежить від віку, у якому її просять пригадати.

### Пригадування з підказкою
Багато досліджень використовують метод пригадування з підказкою, базова форма якого полягає в тому, що експериментатор каже піддослідному слово, а той називає найраніший спогад, який вони асоціюють з цим словом. За цим методом настання амнезії дитинства в середньому відбувається в 5 років.
Однак існує декілька зауважень до цього методу: для одного слова записується лише один спогад, тому важко знати, чи це дійсно найраніший спогад чи просто перший, який прийшов на думку. Це може бути проблемою, коли учасники спеціально записали найраніший спогад з цією підказкою. Якщо учасників спеціально просять записати саме найраніший спогад, вік настання амнезії знижується до 3-4 років. Але навіть з цим запобіжним заходом, пригадування з підказкою корисне для спогадів про події, які відбулися через декілька місяців після того, як це слово увійшло до словникового запасу учасника. Одне з досліджень, проведених Бауер та Ларкіною (2013 рік), використовувало пригадування з підказкою, коли вони просили дітей та дорослих сказати про особистий спогад з цим словом, а потім вказати найраніший період, коли це відбулося. Дослідники побачили, що молодші діти потребують більше підказок або спонукань. Однак і у дітей, і у дорослих найраніші випадки пригадування були з віку близько 3 років.

### Вільне пригадування
Вільне пригадування — це процес, коли дослідники просять учасників експерименту пригадати їх найраніші спогади без будь-яких підказок. Цей метод більш точний, ніж базовий метод пригадування з підказкою, та дозволяє отримати спогади з більш раннього віку, однак суттєвої різниці між вільним пригадуванням та коли людей за наявності підказки спеціально інструктують про найраніший спогад, немає.

### Повне пригадування
У методі повного пригадування учасників експерименту просять пригадати та записати всі спогади до певного віку. У цьому методі підказки також відсутні. Повне пригадування дозволяє краще зрозуміти кількість спогадів, які залишаються з раннього дитинства, але це може бути важким для учасників, яким часто необхідно сидіти багато годин у намаганні пригадати події з дитинства. Значних відмінностей між інтерв'ю з пригадуванням з підказкою та фокусованим повним пригадуванням не було знайдено.

## Окремі результати

### Доступні та недоступні спогади
Певні спогади з раннього дитинства більш доступні для пригадування дорослими, ніж інші. І хоча люди припускають, що непригадування події з дитинства означає, що вони про неї забули, існує різниця між наявністю і доступністю — спогад може бути наявний, але недоступний для людини з різних причин.
Відповідно до дослідження Веста та Бауера, більш ранні спогади мають меншу емоційну складову, ніж більш пізні, та менш персонально значущі, унікальні чи інтенсивні. Більш ранні спогади також у перспективі один від одного не дуже відрізняються. Однак певні події у житті спричиняють більш яскраві та ранні спогади. Так, дорослим легше пам'ятати про персональні, а не загальні події з раннього дитинства — людина швидше пригадає, як отримала собаку, ніж появу на небі комети Галлея. Дослідження вказують на те, що такі загальні, публічні події пригадуються десь з віку у 6 років. Дорослі можуть пам'ятати значущі події, такі як потрапляння у лікарню чи народження молодшого брата частіше і раніше, ніж інші події (2 та 3 роки у порівнянні з 3,5 роки). А інші, наче так само важливі події, як смерть улюбленої людини чи зміна місця проживання, так рано не пригадуються.
Дослідження вказують на те, що до віку бл. 4-х років діти не можуть формувати спогади, багаті на контекст. Вони не можуть запам'ятати джерело отриманої інформації, оскільки їх префронтальна кора головного мозку ще недостатньо розвинена. Дорослі можуть пригадати фрагментарні спогади (окремі моменти без контексту, часто картинки, поведінку чи емоції) з віку бл. 3,5 років, а спогади про події як правило пригадуються з дещо пізнішого віку. Це схоже на дослідження, яке показало різницю між пригадуваннями особистих події та відомих подій — відомі події змінюються на персональні десь від віку 4,5 роки.

### Спогади, які щезають
Діти можуть формувати спогади у більш ранньому віці, ніж дорослі здатні пригадати. І хоча ефективність кодування та зберігання спогадів у більш старших дітей дозволяє їм більше пам'ятати, молодші діти також мають значні можливості для запам'ятовування. Немовлята можуть пам'ятати послідовність дій, предмети, які призводять до дій, та порядок, у якому події розгортаються, що свідчить про наявність у них передумов для автобіографічної пам'яті. Діти десь на 50% правильно пригадують події, які відбулися до досягнення ними двох років, а от дорослі практично нічного з того віку не пам'ятають. У віці двох років діти можуть пригадувати події, які відбулися декілька тижнів тому, що вказує на те, що ці спогади можуть зберігатися досить тривалий час, та може пояснити, чому деякі люди мають спогади про такий ранній вік. Діти також демонструють здатність невербально пригадувати події, які відбулися до того, як у них сформувався словниковий запас для опису таких подій, а дорослі таких спогадів не мають. Такі знахідки спонукали подальше дослідження того, чому та коли люди втрачають спогади, які раніше були їм доступні.
Було з'ясовано, що в міру дорослішання діти втрачають здатність пригадувати довербальні спогади. Одне з пояснень цього припускає, що після розвитку лінгвістичних навичок, спогади, які не були закодовані вербально, втрачаються у мозку. Ця теорія також пояснює, чому багато ранніх спогадів людини фрагментовані — втрачаються невербальні компоненти. Однак існують і протилежні результати, які вказують на те, що діти дошкільного віку (5-6 років) пам'ятають більшу кількість точних деталей про події, ніж вони ж у більш ранньому віці, а діти віком 6-9 років часто мають вербально доступні спогади з дуже раннього дитинства.
Така збільшена здатність дітей пам'ятати свої ранні роки починає затухати, лише коли діли досягають віку 10 років, а у віці 11 років діти вже мають дорослий рівень амнезії дитинства. Такі результати досліджень можуть вказувати на наявність певного аспекту у підлітковому мозку або нейробіологічні процеси підліткового віку, які спричиняють розвиток амнезії дитинства.

### Відмінності

#### Стать
Як правило, коли гендерна нерівність взагалі спостерігається у віці перших спогадів, жінки/дівчата мають більш ранні спогади, ніж чоловіки/хлопці. Причиною більш ранніх спогадів у жінок вважається те, що матері зазвичай мають більш детальний, оцінний та емоційний стиль ремінісценції з дочками, ніж з синами, який, згідно досліджень, має наслідком багатші на деталі дитячі спогади. Жінки у різних культурах демонструють тенденцію мати більш насичені інформацією спогади, ніж чоловіки, та тенденцію мати найбільш ранні дитячі спогади з фокусом більше на інших, ніж на себе. З іншого боку, чоловіки демонструють у ранніх спогадах більший фокус на себе та більшу ймовірність зазначити про наявність негативних спогадів. Всупереч цьому, дослідження показали, що дівчата з більшою ймовірністю пам'ятають травматичні та переломні події, а хлопці частіше пам'ятають ігрові моменти. За дослідженнями, ранні спогади є більш точними у відображенні доброзичливості — для чоловіків, та домінування/тиску — для жінок.

#### Етнічна належність, культура та суспільство
У новозеландському дослідженні, МакДональд з колегами з'ясували, що китайські учасники досліджень мали більш пізні перші спогади ніж новозеландці європейського походження (пакеха) чи маорі. Причиною цієї різниці були китайські жінки, чий середній вік перших спогадів був 6,1 років. Це вказує на те, що китайські жінки мають більш пізні перші спогади, ніж китайські чоловіки, що протилежно загальній тенденції, зазначеній вище. Припускається, що причиною такої відмінності є те, що сини в Китаї цінуються значно вище дочок, і батьки мають більш детальний, оцінний та емоційний стиль ремінісценції з хлопчиками, а не з дівчатами. Серед американців було виявлено, що темношкірі жінки мають пізніші перші спогади, ніж темношкірі чоловіки або білошкірі жінки. Темношкірі жінки також мають тенденцію до низького відсотка особистих спогадів, що незалежно корелює з тим, що вони старші на час першого спогаду. Можливою причиною є те, що у культурі темношкірих американців батьки з більшою ймовірністю використовують директиви, ніж детальну ремінісценцію по відношенню до дочок.
Результати досліджень, що корейці мають значно пізніші перші спогади ніж американці, спочатку вважались викликаними колективістською природою азійських культур. Однак правильність цієї теорії є сумнівною через відсутність суттєвих різниць між віком настання амнезії дитинства у чоловіків-китайців та новозеландців європейського походження. Крім того, дослідження темношкірого американського населення, яке вчені вважають більш колективістською спільнотою, не виявили пізніших перших спогадів ніж у неколективістських спільнотах. Однак, діти з західних суспільств як правило мають більш складні, деталізовані та емоційні розповіді про спогади, ніж такі ж діти зі східних культур.
Дорослі маорі мають значно більш ранні перші спогади, ніж пакеха чи китайці. Така відмінність може бути пов'язана з традиційним наголосом на минулому у культурі маорі, що могло призвести до більш раннього розуміння природи часу та до здатності пригадувати більш ранні спогади. Маорі також з більшою ймовірністю ніж інші дві зазначені групи вказують на сімейну історію як джерело їх спогаду.

### Наслідки

#### Особистість
Перші спогади людини досить значимо відображають риси її особистості. Люди, які мають більш детальні перші спогади, мають тенденцію бути відкритими у їх щоденному житті та поширювати іншим досить багато особистої інформації. Характеристики ранніх спогадів відображають приязність для чоловіків та домінантність для жінок.

#### Забуті спогади
Навіть коли події дитинства епізодично не пригадуються, вони можуть бути пригадані неявно. Людей можливо підготувати та неявно натренувати перш ніж вони запам'ятають/пригадають факти або автобіографічні події. Найбільш суттєвим це є у випадку емоційної травми. Дорослі як правило можуть пригадати події десь з віку 3,5 роки, а з віку 4,7 років мають переважно екзистенціальні спогади. Однак, у дорослих, які мали раннє дитинство з травматичними подіями та/або насиллям (психологічним, фізичним тощо), амнезія дитинства є з віку 5-7 років (тобто їх найраніші спогади — зі старшого віку). Вченими висловлено припущення, що стресовий досвід може пошкодити центри пам'яті та можливо ускладнити формування спогадів. У поєднанні з можливим праймінгом у молодшому віці, це може вказувати на те, що діти у ситуаціях з насиллям мають неявні зв'язки у пам'яті, сформовані у відповідь на таке насилля. Між вченими, однак, існує серйозна суперечка щодо того, чи впливають такі витіснені спогади на поведінку і психологічний стан людини.

#### Хибні спогади
Дуже мало дорослих мають спогади з віку раніше ніж 2,5 роки. Ті, хто каже про наявність у них таких спогадів, як правило не можуть розрізнити між власними спогадами про подію та простим знанням про неї, яке вони могли отримати з інших джерел. Події з віку 10 років і старше відносно легко правильно запам'ятати/пригадати, а от спогади з віку 2-10 років частіше плутаються з хибними образами та спогадами. Спогади з раннього дитинства (бл. віку у 2 роки) схильні піддаватися хибним припущенням, і тому є менш вартими довіри — до них слід ставитися обережно, особливо якщо такі спогади можуть мати серйозні наслідки. Уявлення деталей хибної події може сприяти утворенню хибних спогадів. Дослідження показали, що люди, які просто уявляють подію дитинства, більш схильні повірити, що вона з ними трапилась, у порівнянні з подіями, які вони не уявляли. Ця схильність отримала назву інфляція уяви та демонструє, що коли людина просто являє подію, вона їй може здатися більш схожою на таку, що відбулася в реальності. Використовуючи ту саму парадигму, коли людині показують «відфотошоплене» фото її в дитинстві під час події, якої не існувало, людина з часом може створити собі хибні спогади, уявивши цю подію. Враховуючи, що така здатність мозку людини може бути використана для умисного або випадкового створення хибних спогадів в судових справах, Американська психіатрична асоціація рекомендує з обережністю ставитись до прийняття як доказів фізичного чи сексуального насилля спогадів з віку до двох років, але водночас, і не відкидати такі спогади повністю, з огляду на мерзенну природу такого насилля.

## Запропоновані пояснення

### Теорія травми Фрейда
Зігмунд Фрейд відомий своїми теоріями психосексуального розвитку, які припускають, що риси особистості людини походять від їхнього лібідо (сексуального апетиту), яке в свою чергу розвивається з досвідів раннього дитинства. Фрейд висунув теорію, що амнезія дитинства є результатом спроби мозку придушити спогади про травматичні події, які відбуваються під час психосексуального розвитку кожної дитини. Оскільки, за його теорією, у перші роки життя діти інтенсивно пізнають власну сексуальність, більшість спогадів про цей період потім втрачається.
Теорія Фрейда, включно з його поясненнями амнезії дитинства, різко критикувалася за надмірне використання непідтверджених даних замість наукового методу і його спостереження, які допускають численні інтерпретації. Дослідження наслідків емоційної травми та амнезії дитинства показують, що стресовий досвід дійсно порушує пам'ять та може пошкодити центральні частини системи пам'яті, такі як мигдалеподібне тіло та гіпокамп. Дорослі, які зазнали у дитинстві травми або знущань, мають найбільш ранні спогади на 2-3 роки пізніше від загальної популяції. Крім того, в них наявні суттєві проблеми зі зберіганням та пригадуванням візуальних, образних спогадів та пам'яттю на обличчя у порівнянні з особами без таких травм. Це дозволяє припустити, що травма може порушити формування спогадів раннього дитинства, але не обов'язково є підтримкою теорії репресії Фрейда.

### Емоції
Мигдалеподібне тіло (яка переважно відповідає за емоції та емоційний зміст спогадів) та гіпокамп (переважно відповідає за автобіографічну пам'ять) в цілому незалежні один від одного, але відомо, що емоції та мигдалеподібне тіло впливають на кодування спогадів, яке типово асоціюється з гіпокампом. Дослідження показали, що більш пізні спогади дитинства мають більше предметного та емоційного змісту, ніж більш ранні спогади, і оцінюються як більш значущі та яскраві. Було висловлено припущення, що різниця в емоціях, які відчувають немовлята/малюки та дорослі, може бути причиною амнезії дитинства. Однак досі йдуть суперечки, чи можуть надзвичайно емоційні події стимулювати та покращити надійне пригадування (спогади-спалахи).
За результатами досліджень, емоційні досвіди пов'язані з коротшим часом пригадування, що свідчить про їх підвищену доступність у нашій пам'яті. Якщо подія особливо нас дивує, вона отримує пріоритет обробки у мозку, ймовірно через еволюційні установки. Теорія еволюції стверджує, що якщо минула подія сильно налякала або була незручна для людини, у майбутньому вона буде уникати аналогічних ситуацій, особливо, коли вони несуть загрозу її доброму існуванню. Крім того, чим більш значуща подія, тим більший вплив вона має і тим більше вона отримає обробки (повторення у пам'яті).
Дослідження показують, що такі події, як госпіталізація чи народження молодшого брата/сестри корелюють з більш раннім настанням амнезії дитинства (тобто ранішими першими спогадами), можливо тому, що вони краще емоційно запам'ятовуються. Однак інші, наче теж емоційні події, як смерть члена родини чи переїзд, не впливають на час настання амнезії, можливо тому, що вони не є настільки є значущими для дитини. Отже, деякі спогади доступні з більш раннього віку ніж інші, що дозволило зробити висновок, що дуже емоційні події кодуються та пригадуються з більш раннього віку, ніж емоційно нейтральні.

### Неврологічне пояснення
Одним з можливих пояснень амнезії дитинства є нестача неврологічного розвитку у мозку немовляти, що заважає формуванню довготривалих чи автобіографічних спогадів. Гіпокамп та префронтальна кора, дві ключові структури у нейроанатомії пам'яті, остаточно розвиваються лише у віці 3-4 роки. Ці структури асоціюються з формуванням автобіографічних спогадів.
Фізіологічний підхід наче підтверджує це — ті, хто страждає на амнезію чи має пошкоджений гіпокамп, не можуть ефективно зберігати чи пригадувати минулі події, але мають здатність до спостереження та когнітивні навички та можуть дізнаватися нову інформацію. Розвиток середньої скроневої долі, в якій міститься гіпокамп, за дослідженнями має визначальний ефект на здатність кодувати та зберігати спогади раннього дитинства.
Хоча неврологічна теорія пояснює відсутність спогадів з дуже раннього дитинства, вона все ж не дає повного пояснення малої кількості спогадів після віку у чотири роки, а також чому самі діти не мають амнезії дитинства. Наприклад, діти у віці 2-3 роки пам'ятають деякі події, які відбувались з ними у віці 1-2 роки. Відкриття про існування таких спогадів припускає наявність всіх необхідних неврологічних структур.
Існують також підстави вважати, що різні асоціації в півкулях головного мозку впливають на пригадування подій з дуже раннього дитинства. Користування обома руками та двосторонні саккадні рухи (на противагу вертикальним рухам ока чи послідовним) пов'язуються з більш раннім настанням амнезії дитинства, що дозволяє припустити, що взаємодія між двома півкулями веде до кращої пам'яті про події раннього дитинства.

### Розвиток
Вважається, що розвиток «когнітивного себе» також має сильний вплив на кодування та зберігання спогадів раннього дитинства. В міру зростання малюка розвивається відчуття себе, коли вони починають розуміти, що є особистістю з унікальними характеристиками та мають власні думки та почуття, відмінні від інших. У міру розвитку себе вони починають упорядковувати автобіографічні досвіди та зберігати спогади про минулі події. Це відомо під назвою «розвиток теорії розуму», тобто сприйняттям дитиною того, що в неї є переконання, знання та думки, до яких ніхто більше не має доступу.
Така теорія розвитку стверджує, що малі діти мають добре розуміння семантичної інформації, але їм не вистачає процесів пригадування для того, щоб зв'язати минулі та сьогоднішні епізодичні події для формування автобіографічного себе. У малих дітей не спостерігається відчуття постійного себе у часі до моменту, коли в них розвивається відчуття себе як індивідуальності. Таке відчуття формується у віці 4-5 років, коли діти вже можуть зрозуміти, що нещодавні минулі події впливають на сучасність (трирічні діти цю концепцію зрозуміти нездатні).
Розвитку такого розуміння зв'язку між минулим та сучасністю та концепції постійного себе сприяють розмови про спогади з дорослими — коли дорослі пояснюють та повторно проговорюють події, які відбулися, вони допомагають дитині кодувати події як частину її персонального минулого і вона стає частиною їх «себе».

### Мова
Неповний розвиток мови у малечі також вважається важливою причиною амнезії дитинства, оскільки немовлята та малюки ще не мають мовних навичок для кодування автобіографічних спогадів. Типовий графік розвитку мови наче підтримує цю теорію: у віці одного року малюки обмежені вимовлянням по одному слову, а амнезія дитинства передбачає, що дорослі (практично ніколи) не мають спогадів з цього віку. У віці три роки діти здатні говорити фразами по 2-3 слова, а у віці 5 років їх мова вже нагадує мову дорослого. Існує пряма кореляція між розвитком мови у дітей та найбільш раннім віком, з якого можна отримати спогади дитинства (бл. 4-х років). Виконання завдань на невербальні та вербальні спогади показує, що діти з кращими мовними навичками під час вербального інтерв'ю розповідають більше про спогади та мають кращу невербальну пам'ять у порівнянні з дітьми з гіршими мовними навичками. Якщо дітям не вистачає мовних навичок, вони не можуть описати спогади з часу, коли вони були малюками, бо їм не вистачає слів та знання для їх опису. Дорослі та діти часто можуть пригадати спогади з віку 3-4 роки, що збігається з періодом різкого розвитку мови. До розвитку мови діти часто мають лише довербальні спогади та можуть використовувати символи, щоб їх відтворити. Коли мовні навички розвинулись, вони можуть активно описати спогади словами. Але контекст при кодування чи пригадуванні спогадів є різним, оскільки мова у малюків не розвинена.
Мова дозволяє дітям упорядкувати особисті минулі та сучасні досвіди та поділитися цими спогадами з іншими. Таким обмін дозволяє дітям усвідомити наявність їх персонального минулого та спонукає їх до розмірковування про когнітивного себе та як минулі дії вплинули на них у сучасності. Декілька досліджень показали, що просте обговорення з дітьми подій може призвести до спогадів, які краще пригадуються. Також існує дослідження, результати якого припускають, що те, наскільки дитина обговорює події з дорослими, визначає автобіографічне пригадування. Це має наслідки для гендерних та культурних відмінностей. Автобіографічна пам'ять починає виникати, коли батьки обговорюють з дітьми події та спонукають їх думати, чому трапилась та чи інша подія. Такі розмови сприяють розвитку у дитини систем пам'яті для того, щоб категоризувати загальні та унікальні події.
Перспектива соціально-культурного розвитку зазначає, що і мова і культура відіграють роль у формування автобіографічної пам'яті дитини. Важливий аспект цієї теорії розмірковує над відмінністю між батьками, які детально обговорюють з дітьми події, та тими, хто так не робить. Діти перших мають більше ранніх спогадів і вони є більш детальними, ніж у дітей, чиї спогади не обговорювались.

## Додаткова література
- Cordón, Ingrid M.; Pipe, Margaret-Ellen; Sayfan, Liat; Melinder, Annika; Goodman, Gail S. (2004). Memory for traumatic experiences in early childhood. Developmental Review. 24 (1): 101—132. doi:10.1016/j.dr.2003.09.003. ISSN 0273-2297.
- Davis, Nicola; Gross, Julien; Hayne, Harlene (2008). Defining the boundary of childhood amnesia. Memory. 16 (5): 465—474. doi:10.1080/09658210802077082. ISSN 0965-8211.
- Hayne, Harlene; Jacks, Fiona (2011). Childhood amnesia. Cognitive Science. 2 (2): 136—145. doi:10.1002/wcs.107.
- Peterson, Carole; Warren, Kelly L.; Short, Megan M. (2011). Infantile Amnesia Across the Years: A 2-Year Follow-up of Children’s Earliest Memories. Child Development. 82 (4): 1092—1105. doi:10.1111/j.1467-8624.2011.01597.x. ISSN 0009-3920.
- «Blanks for the Memories: What's Your Earliest Childhood Recollection? Scientists Delve Into Brain Circuitry for Answers» [Архівовано 26 січня 2013 у Wayback Machine.] -(Wall Street Journal)

Шаблон:Пам'ять